# Фокс, Роберт (историк)
Роберт Фокс (англ. Robert Fox; род. 7 октября 1938) — британский историк. Доктор философии, эмерит-профессор Оксфорда, где заведовал кафедрой истории науки (в 1988—2006).
Специализируется на истории физических наук с 1700 года, в особенности во Франции, а также по взаимоотношениям между технологиями, наукой и промышленностью в современной Европе. Удостоен George Sarton Medal (2015) и медали Александра Койре (2016). Являлся президентом Британского общества истории науки (в 1980-82) и Европейского общества истории науки (2004–2006), а также редактором Британского журнала истории науки (в 1971—1977). Член Европейской академии наук.
Получил образование в Оксфорде, изучал физику (после получения степени магистра физики учился на факультете современной истории и получил докторскую степень по истории науки под началом Алистера Кромби). Затем более двадцати лет провел в Университете Ланкастера (пройдя там путь от лектора до профессора истории науки), прежде чем вернуться в альма-матер в 1988, где будет заведовать кафедрой истории науки вплоть до своего выхода на пенсию.
В 1986-88 директор Centre de recherche en histoire des sciences et des techniques.
Президент-основатель Европейского общества истории науки (2003—2006).
Эмерит-феллоу Линакр-колледжа и почетный феллоу (2007) Ориел-колледжа. После выхода на пенсию был приглашенным профессором в Университете Джонса Хопкинса, Университете Восточной Каролины и Чешском национальном техническом университете. Входит в совет Chemical Heritage Foundation (CHF). Член Лондонского общества древностей (1989).
С 2008 по 2014 редактировал Notes and Records of the Royal Society Journal of the History of Science.
Автор или редактор 17 книг по истории науки.
Автор книг The Savant and the State. Science and Cultural Politics in Nineteenth-Century France (Johns Hopkins University Press, 2012) {Рец.} и Science without Frontiers. Cosmopolitanism and National interests in the World of Learning, 1870—1940 (Oregon State University Press, 2016) {Рец., , }.
Соредактор Oxford Handbook for the History of Physics (2013, совм. с Джедом Бухвальдом) {Рец.}.